# Dušikova kislina
Dušikova kislina (pravilneje dušikova(V) kislina) je zelo močna kislina s kemijsko formulo HNO3. Na svetlobi razpade na dušikove okside (plini NOx) in se obarva rdeče zaradi dušikovega dioksida (NO2). Je najbolj obstojna dušikova kislina. 
Soli dušikove kisline se imenujejo nitrati (npr. kalijev nitrat, bakrov nitrat, natrijev nitrat, kalcijev nitrat, srebrov nitrat).
Uporablja se za luženje kovin ter za izdelavo streliv, razstreliv in barvil.

## Proizvodnja
V preteklosti se je dušikovo kislino proizvajalo pri reakciji naravnega kalijevega nitrata z žvepleno(VI) kislino:
2 KNO3 + H2SO4  →  2 HNO3 + K2SO4
Glavnino dušikove kisline danes pridobijo s katalitično oksidacijo amoniaka po Ostwaldovem postopku.

## Ugotovitve nevarnih lastnosti
Dušikova kislina povzroča hude opekline. Pri vdihavanju lahko pride do težke poškodbe dihal, nastopijo lahko težave pri dihanju, lahko tudi šok in pljučni edem. Pri stiku s kožo se pojavi zelo pekoč občutek; nastale rane se celijo zelo počasi. Pri stiku dušikove kisline z očmi nastopi boleč, pekoč občutek. Po zaužitju lahko dušikova kislina povzroči hude poškodbe prebavil.

## Ukrepi za prvo pomoč
Po vdihavanju je treba dovajati svež zrak ali kisik. V primeru nezavesti damo bolnika v ustrezen položaj in med prevozom poskrbimo za stabilno lego. Po stiku s kožo prizadeto mesto izpiramo z obilo vode, namažemo ga lahko s polietilenglikolom 400. Kontaminirano obleko je treba takoj odstraniti. Če pride dušikova kislina v stik z očmi, oči izpiramo z veliko vode vsaj 10 minut z odprtimi vekami. Po zaužitju naj ponesrečenec pije veliko vode, ne smemo pa izzivati bruhanja ali nevtralizirati kisline v prebavilih. V vseh primerih je potrebna takojšnja zdravniška pomoč.

## Ukrepi ob požaru
V primeru požara so primerna gasilna sredstva ogljikov dioksid, gasilni prah ali razpršeni vodni curek. Potrebna je previdnost pri stiku dušikove kisline s kovinami, saj se lahko tvorijo dušikovi plini in vodik. Zaradi termičnega razpada lahko nastajajo dušikovi oksidi. Gasilci morajo nositi ustrezno zaščitno opremo (kislinsko odporna obleka, dihalni aparat z lastnim dotokom zraka).

## Ukrepi ob nezgodnih izpustih
Ob nezgodnem izpustu je treba preprečiti stik oseb s spojino ter vdihavanje hlapov/aerosolov. Zagotoviti je treba dotok svežega zraka v prostor. Z okoljevarstvenega vidika moramo preprečiti pronicanje v kanalizacijo, jame in kleti. Kislino po izpustu prečrpamo v označene vsebnike, preostanek posujemo z adsorbirnim sredstvom in mehansko prenesemo v označene vsebnike.

## Ravnanje z nevarno snovjo in skladiščenje
Spojino se hrani v dobro zaprtih posodah na suhem in hladnem, stran od vročine in sončnih žarkov.
Skladišči se jo v hladnih in suhih prostorih, v tesno zaprtih posodah. Ne skladiščiti skupaj z alkalijami, redukcijskimi ali vnetljivimi snovmi.

## Nadzor nad izpostavljenostjo
- Zaščita dihal: ob intenzivnejšem ali daljšem izpostavljanju uporabiti dihalni aparat, ki je neodvisen od krožečega zraka pri manjši obremenitvi zadostuje zaščitna maska s filtrom
- Zaščita rok: rokavice odporne proti kislini
- Zaščita oči: zaščitna očala, ki dobro tesnijo ali obrazni ščit
- Zaščita kože: kislinsko odporna obleka

## Fizikalne in kemijske lastnosti
Dušikova kislina se nahaja v tekočem agregatnem stanju. Je brez barve, jedkega vonja. 

## Obstojnost in reaktivnost
Dušikova kislina je obstojna, če jo hranimo v ustreznih razmerah. Treba je upoštevati, da je segrevanje kisline lahko nevarno.
Nezdružljiva je z naslednjimi snovmi: organske gorljive snovi, snovi, ki se lahko oksidirajo, organska topila, alkoholi, ketoni, aldehidi, anhidridi, amini, anilini, nitrili, organske nitro-spojine, hidrazin in derivati, acetiliden, kovine, kovinske zlitine, kovinski oksidanti, alkalne kovine, zemljsko-alkalijske kovine, amonijak, alkalije, kisline, hidridi, halogeni, halogenske spojine, nekovinski oksidi, nekovinski halidi, vodikove spojine nekovin, nekovine, fosfidi, nitridi, litijev silicid, vodikov peroksid.
Pri razkroju nastajajo nevarni dušikovi oksidi.

## Toksikološki podatki
Akutna strupenost pri zaužitju: LD50= 430 mg/kg (človek). Močno draži in razjeda kožo, sluznico in oči.

## Ekotoksikološki podatki
Dušikova kislina je škodljiva za vodne živali (ribe, plankton). Škodljiv učinek je posledica premika pH-vrednosti. Z vodo tvori jedke mešanice, tudi, če je razredčena. Ne povzroča biološkega primankljaja kisika. Nevarna je za pitno vodo.

## Odstranjevanje
Predpisi
- Pravilnik o ravnanju z odpadki
- Pravilnik o ravnanju z embalažo in odpadno embalažo

## Transportni podatki
- UN številka: 2031
- ADR/RID ime: DUŠIKOVA KISLINA
- ADR/RID razred: 8
- ADR/RID nalepka nevarnosti: 8
- ADR/RID številka nevarnosti: 80

## Podatki o predpisih
| Opozorilni stavki (R)         | Obvestilni stavki (S)                                                                                           |
| ----------------------------- | --- |
| R35 – Povzroča hude opekline. | S1/2 – Hraniti zaklenjeno izven dosega otrok (v primeru splošne uporabe).                                       |
|                               | S23 – Ne vdihavati hlapov.                                                                                      |
|                               | S26 – Če pride v oči, takoj izprati z obilo vode in poiskati zdravniško pomoč.                                  |
|                               | S36 – Nositi primerno zaščitno obleko.                                                                          |
|                               | S45 – Ob nezgodi ali slabem počutju takoj poiskati zdravniško pomoč (po možnosti pokazati etiketo in embalažo). |